# André Schubert
André Schubert (* 24. Juli 1971 in Kassel) ist ein deutscher Fußballtrainer.

## Karriere

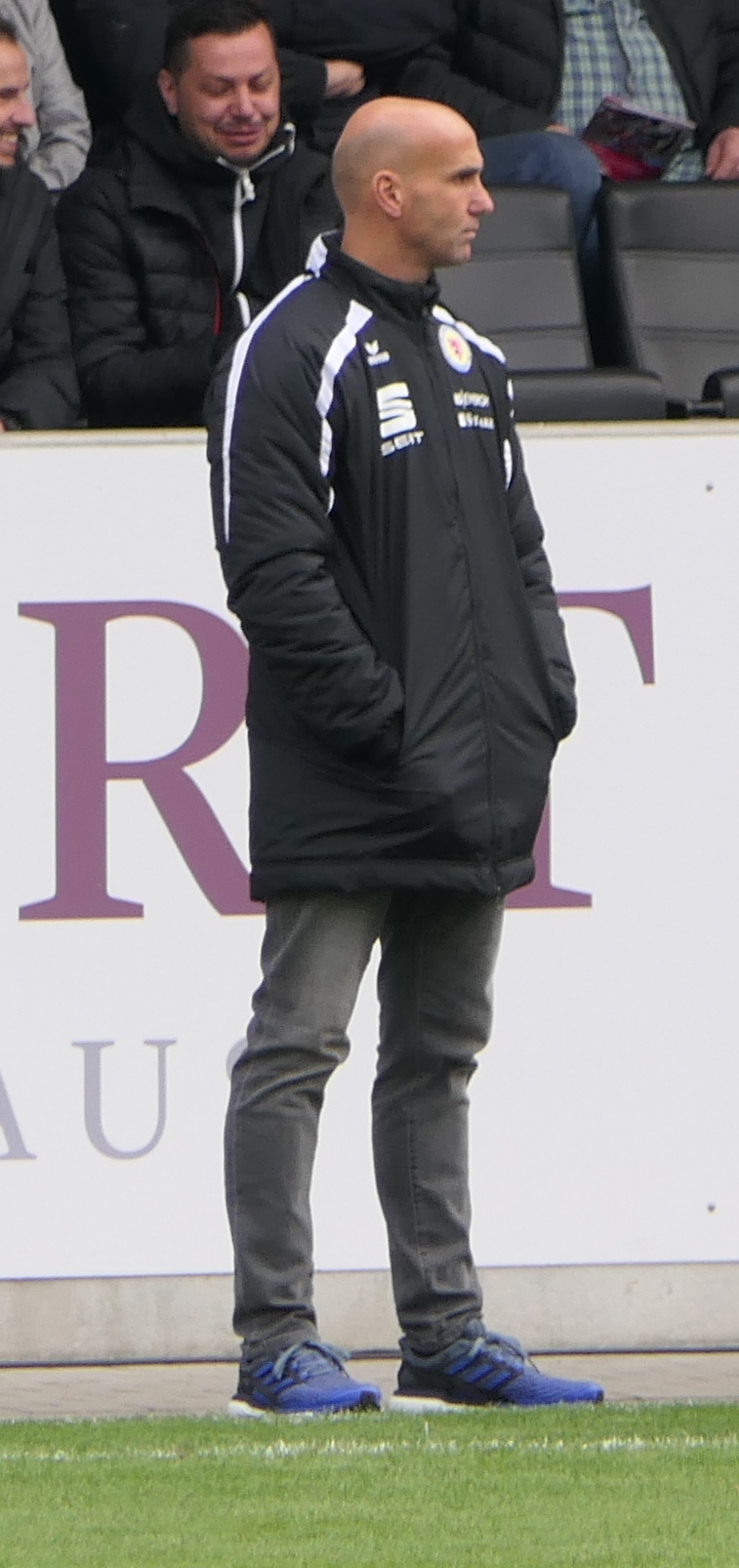
Andre Schubert bei Eintracht Braunschweig 2018

### Anfänge und Ausbildung
Schubert absolvierte ein Lehramtsstudium der Fächer Sport und Germanistik an der Universität Kassel. Daneben war er seit 1989 als Jugendtrainer tätig. Er spielte bis 1995 für den TSV Rothwesten, von 1995 bis 1997 für den FSC Lohfelden, von 1997 bis 1999 für den TSV Wolfsanger und von 1999 bis 2000 für den OSC Vellmar. Im Jahr 2000 wurde er Jugendkoordinator und A-Jugend-Trainer beim KSV Baunatal. Gleichzeitig spielte er auch von 2000 bis 2002 für Baunatal in der Oberliga Hessen.
Von 2002 an war er bis 2006 DFB-Stützpunktkoordinator in Nordhessen. 2004 absolvierte er die Ausbildung zum Fußballlehrer, die er gemeinsam mit Maren Meinert und Olaf Janßen als Jahrgangsbester abschloss.
Schubert hospitierte unter anderem beim FC Bayern München, beim FC Schalke 04 und beim Hamburger SV in den Nachwuchsabteilungen. Außerdem war er unter Bernd Stöber Assistenztrainer der U15-, U16- und U17-Nationalmannschaft.

### Schritt in den Profifußball
Im März 2006 wurde er Leiter der Sport- und Nachwuchsförderung beim SC Paderborn 07 und übernahm das Training der zweiten Mannschaft. Anfang April 2009 löste er Christian Schreier auf der Position des Sportlichen Leiters ab. Am 13. Mai 2009 übernahm Schubert zudem den Trainerposten von Pawel Dotschew und führte den Verein mit vier Siegen in der 3. Liga und in den Relegationsspielen gegen den VfL Osnabrück zum Aufstieg in die 2. Bundesliga.
Zum 1. Juli 2011 wurde Schubert vom FC St. Pauli als Cheftrainer verpflichtet und damit Nachfolger von Holger Stanislawski. Er unterschrieb einen Zweijahresvertrag, wurde jedoch am 26. September 2012 beurlaubt.
Seit dem 18. November 2013 war Schubert ehrenamtlicher Berater beim KSV Hessen Kassel. Ab Juli 2014 trainierte er für eine Saison die deutsche U15-Nationalmannschaft.

### Borussia Mönchengladbach
Zur Saison 2015/16 wurde Schubert Trainer der in der Regionalliga aktiven U23-Mannschaft von Borussia Mönchengladbach. Am 21. September 2015 ersetzte er zunächst bis auf Weiteres den am Vortag zurückgetretenen Lucien Favre als Cheftrainer der Ersten Mannschaft des Vereins. Zu diesem Zeitpunkt belegte diese nach fünf Spieltagen mit null Punkten den letzten Tabellenplatz in der Bundesliga. Unter Schubert erreichte die Mannschaft sechs Siege in den folgenden sechs Ligaspielen und stellte damit den Bundesliga-Debütantenrekord von Willi Entenmann ein. Am 13. November 2015 wurde er zum Cheftrainer mit einem bis Juni 2017 laufenden Vertrag befördert, dessen Laufzeit am 27. September 2016 vorzeitig bis 2019 verlängert wurde. Mit der Borussia schied er in der Gruppenphase der Champions League 2015/16 als Gruppenletzter aus und wurde in der Bundesligasaison 2015/16 Vierter. Nach erfolgreichen Play-off-Spielen zur Champions League 2016/17 wurde er in der Gruppenphase Dritter und qualifizierte sich damit für die Europa League 2016/17.
Nach nur einem Sieg aus elf zurückliegenden Ligaspielen wurde Schubert am 21. Dezember 2016 vorzeitig beurlaubt.

### Eintracht Braunschweig
Am 11. Oktober 2018 übernahm Schubert die Drittligamannschaft von Eintracht Braunschweig als Nachfolger des freigestellten Henrik Pedersen, die nach 11 Spieltagen mit 8 Punkten auf dem letzten Platz stand. Er unterschrieb einen Vertrag mit einer Laufzeit bis zum 30. Juni 2021. Auch unter Schubert konnte sich die Mannschaft zunächst nicht verbessern und schloss die Hinrunde mit 13 Punkten auf dem letzten Platz ab, wobei der Abstand auf einen Nicht-Abstiegsplatz 7 Punkte betrug. In der Wintertransferperiode wurde der Kader stark verändert. Nach einer erheblichen Leistungssteigerung in der Rückrunde, in der man in der Rückrundentabelle mit 32 Punkten den 6. Platz belegte, erreichte die Mannschaft am letzten Spieltag den Klassenerhalt.

### Holstein Kiel
Zur Saison 2019/20 übernahm Schubert das Traineramt beim Zweitligisten Holstein Kiel als Nachfolger des zum VfB Stuttgart gewechselten Tim Walter. Er unterschrieb in Kiel einen Vertrag bis zum 30. Juni 2021. Bereits am 15. September wurde Schubert freigestellt, als die Mannschaft nach 6 Spieltagen mit 5 Punkten auf dem 16. Platz stand.

### FC Ingolstadt 04
Nach über zwei Jahren ohne Anstellung übernahm Schubert Ende September 2021 die Zweitligamannschaft des FC Ingolstadt 04 als Nachfolger von Roberto Pätzold. Diese stand nach dem 8. Spieltag der Saison 2021/22 mit vier Punkten auf dem 17. Platz. Bereits Anfang Dezember 2021 wurde Schubert vom zwischenzeitlich neu eingestellten Sport-Geschäftsführer Dietmar Beiersdorfer wieder freigestellt. Er hatte in acht Spielen lediglich drei Punkte geholt, womit die Mannschaft abgeschlagen auf den letzten Platz zurückgefallen war.

### KSV Hessen Kassel
Am 21. Oktober 2024 übernahm er interimsweise bis zum Jahresende den auf Platz 16 liegenden KSV Hessen Kassel aus der Regionalliga Südwest und wurde Nachfolger des zuvor entlassenen Alexander Kiene.

## Auszeichnungen
- Heinz-Fehr-Pokal, Kassel 2015

## Film
- Trainer! (2013) mit Jürgen Klopp, Hans Meyer, Michael Oenning, Armin Veh, Stephan Schmidt, André Schubert und Frank Schmidt, Dokumentarfilm von Aljoscha Pause